# 張舉 (永樂進士)
張舉，福建福州府怀安县人，明朝政治人物，同進士出身。

## 生平
永樂九年，福建乡试第三名舉人。永樂十六年（1418年），登戊戌科會試中進士，官至海寧縣知縣。